# Tramwaje w Saint-Chamond
Tramwaje w Saint-Chamond − zlikwidowany system komunikacji tramwajowej we francuskim mieście Saint-Chamond, działający w latach 1906−1931.

## Historia
Miasto Saint-Chamond było połączone linią tramwaju parowego z Saint-Étienne i z Rive-de-Gier. Linia ta była obsługiwana przez tramwaje w Saint-Étienne. Własną linię tramwajową w Saint-Chamond na trasie Gare de Saint-Chamond − Izieux otwarto 1 lipca 1906. Linia miała długość 2 km. Operatorem linii została spółka Compagnie des Tramways de Saint-Chamond. Ruch na linii prowadzony był przez 5 wagonów silnikowych, dwuosiowych z otwartymi pomostami, które później zostały zabudowane. Linię tramwajową zlikwidowano 31 grudnia 1931. Dzień później na tę samą trasę wyjechały autobusy. 